# Округ Маршал (Кентаки)
Округ Маршал (енгл. Marshall County) је округ у америчкој савезној држави Кентаки.

## Демографија
По попису из 2010. године број становника је 31.448, што је 1.323 (4,4%) становника више него 2000. године.
| Група             | 2000.          | 2010.          |
| Белци             | 29.547 (98,1%) | 30.669 (97,5%) |
| Афроамериканци    | 37 (0,1%)      | 49 (0,2%)      |
| Азијати           | 45 (0,1%)      | 88 (0,3%)      |
| Хиспаноамериканци | 229 (0,8%)     | 350 (1,1%)     |
| Укупно            | 30.125         | 31.448         |